# Olaf Olafson
Olaf Olafson (isl. Ólafur Jóhann Ólafsson) je islandski pisac i biznismen. Sin je poznatog islandskog pisca Olafura Sigurdsona. Diplomirao je fiziku na Brandeis University. Osnivač i bivši predsednik Sony Interactive Entertainment; potpredsednik je Time Warner Digital Media. Objavio je romane Oproštenje (енгл. Apsolution, 1994), Povratak kući (енгл. The Journey Home, 2001),  Odlazak u noć (енгл. Walking into the night, 2003) i Dan zaljubljenih (енгл. Valentines) koji su do sada prevedeni na sedam jezika. Piše na islandskom i engleskom jeziku. Živi u Njujorku. Svi romani objavljeni su u izdanju IK Samizdat B92. U toku je prevod njegovog romana  Oproštenje, čije se objavljivanje očekuje početkom 2010. 